# Montes Metálicos
Los montes Metálicos o montes Metalíferos (en alemán Erzgebirge, en checo Krušné horyⓘ) son una cordillera entre Alemania y la República Checa. Forman la frontera entre ambos países a lo largo de 150 km, extendiéndose desde la frontera occidental del Estado federado de Sajonia hasta el río Elba.

## Topografía

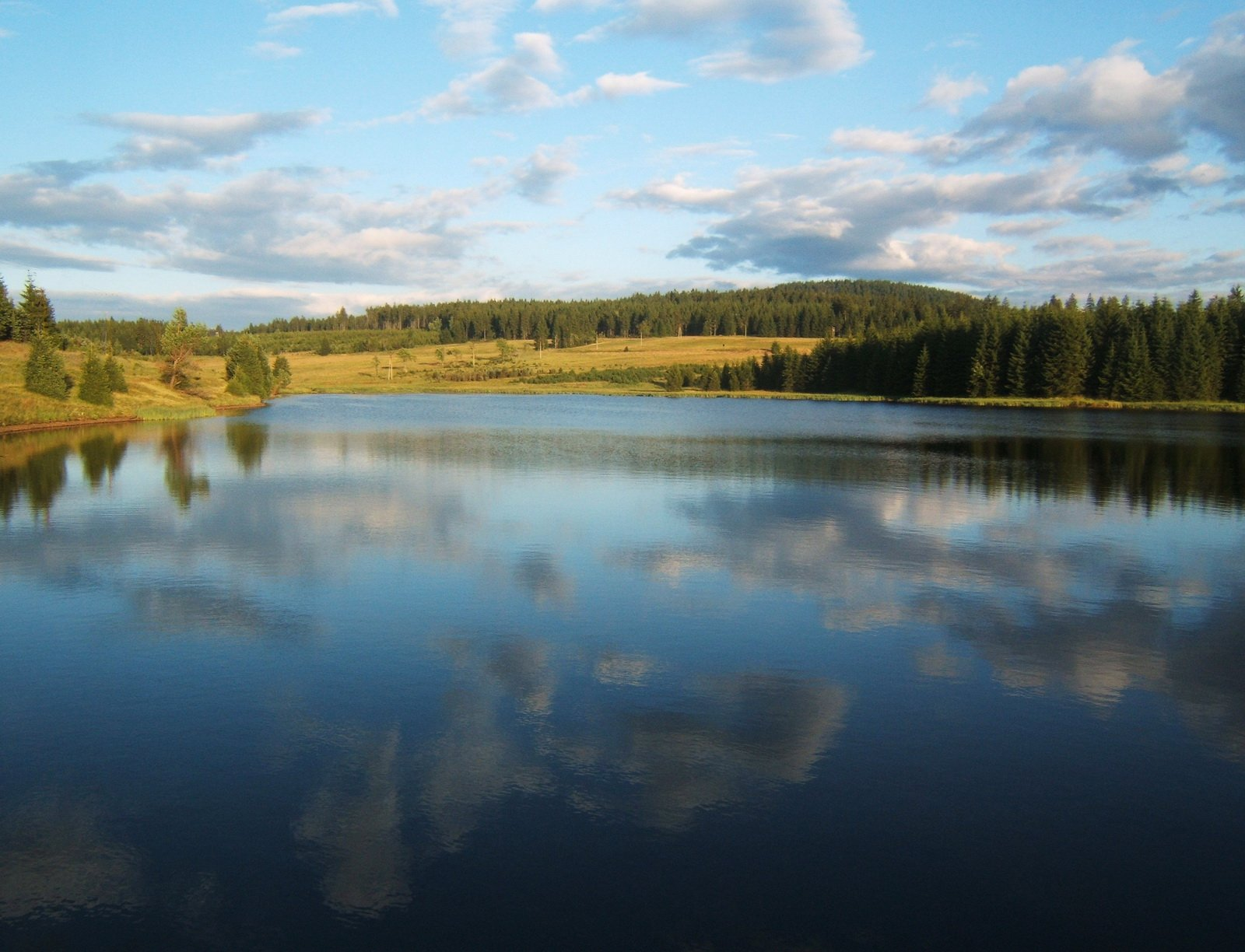
Lago en los montes Metálicos.

La parte occidental de los montes Metálicos tiene las montañas más elevadas de la cordillera. Las cumbres más altas de esta cadena son, en el lado checo, el Klínovec, de 1244 m de altura, y, en el lado alemán, el monte Fichtel de 1215 m. Al oeste, los montes Metalíferos se prolongan por los Montes de los Pinos bávaros, estos de menor altura. Al este, las Montañas de arenisca del Elba a ambos lados del río Elba pueden considerarse la prolongación más oriental de los montes Metalíferos. En su vertiente norte tienen una pendiente suave, hacia Alemania, donde se encuentran las ciudades de Zwickau y Chemnitz, en tanto que la vertiente sur es muy escarpada.

## Clima

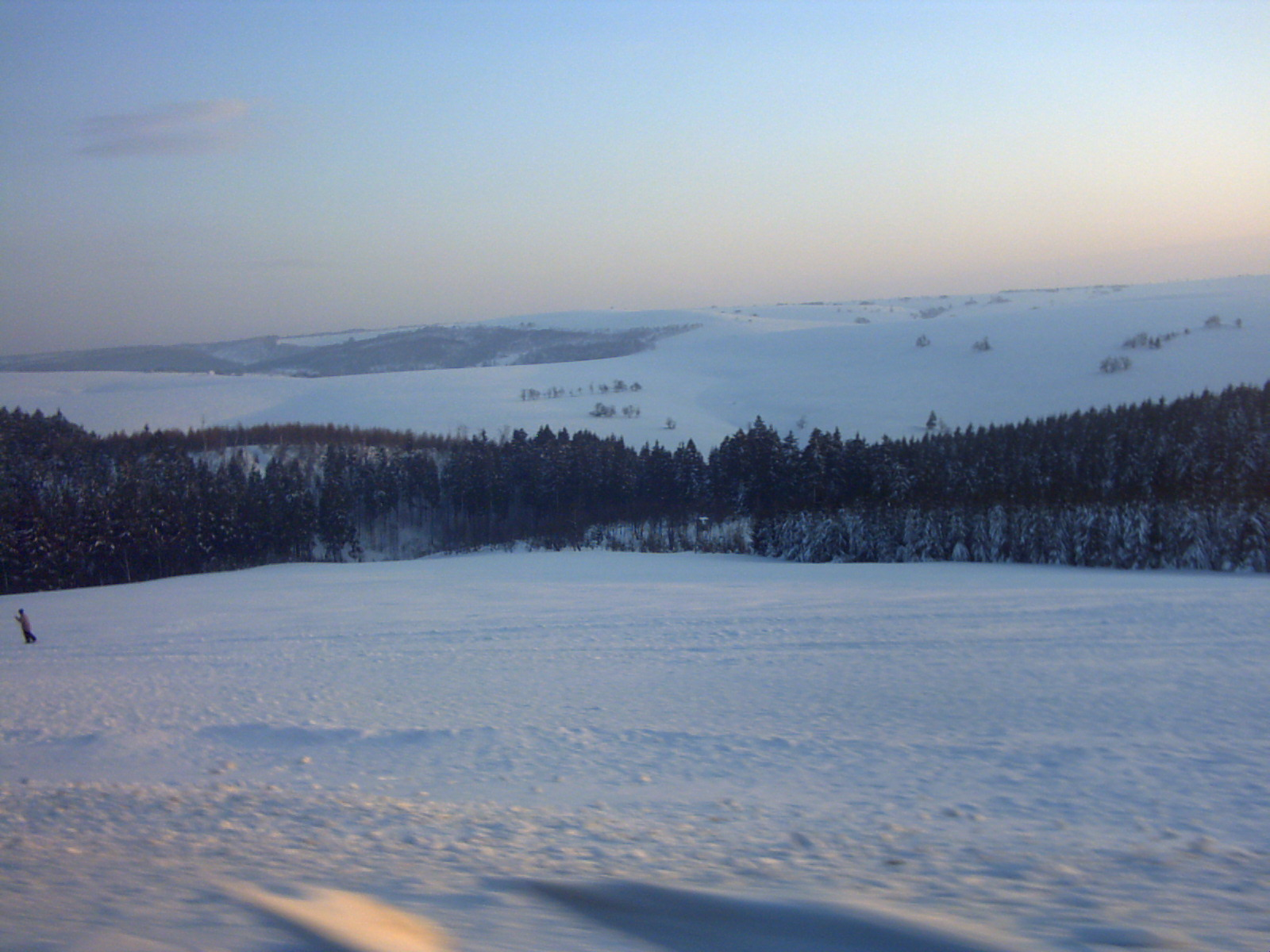
Altenberg en invierno.

El clima de los montes Metálicos es muy crudo: se llama a esta región la Siberia sajona o bávara, según el caso. No era raro que en algunos inviernos el ganado se congelase en los establos y la nieve cubriese en abril las granjas. La población a menudo se quedaba aislada del resto del mundo.
Su particular relieve (suave pendiente de nordeste a sudeste) recibe toda la precipitación de forma regular y prolongada. La cantidad de agua medida es aproximadamente el doble que en las llanuras y la capa de nieve puede ser muy importante hasta el mes de abril.
Cuando el viento viene del sureste (de Bohemia) puede provocar un fenómeno de Foehn.
Debido a estas condiciones extremas existe cerca de Satzung un bosque natural de pino de montaña enano (Pinus mugo). Normalmente, esta vegetación solo se encuentra en los Alpes entre los 1600 y 1800 m de altitud por lo tanto se puede hablar, sin exageración, de clima alpino.

## Historia
Los montes Metálicos estaban prácticamente deshabitados en la Edad Media y cubiertos de densos bosques. En el siglo XV el descubrimiento de yacimientos de plata en Jáchymov y de estaño llevó a la colonización de las montañas y a la creación de ciudades. Su nombre se deriva de la riqueza en recursos minerales. Hoy en día, estas montañas se han convertido en lugares turísticos, especialmente de deportes de invierno.
En la región de la antigua RDA, la explotación de uranio dio lugar a la contaminación de un área de 40 km². Desde su cierre, en las minas de uranio se están llevado a cabo trabajos de saneamiento que no impiden una tasa particularmente alta de cánceres.

## División
La división actual es como sigue:
- Tierras altas y mesetas de Sajonia (Sächsisches Bergland und Mittelgebirge)
  - Montes metálicos (Erzgebirge)
    - Montes Metálicos Occidentales (Westerzgebirge)
    - Montes Metálicos Centrales (Mittelerzgebirge)
    - Montes Metálicos Orientales (Osterzgebirge)

La unidad geográfica de las laderas meridionales de los Montes Metálicos permanece en los Montes Metálicos del Sur (Süderzgebirge).